# Coca
Coca (Erythroxylum coca) este o specie de plante din familia Erythroxylaceae, care crește sub formă de arbuști ce ating 5 m înălțime. Planta este veșnic verde, cu frunze de formă eliptică care au o lungime de cca. 15 cm, cu o scoarță de culoare roșie și flori gălbui din care se formează fructe roșii.

## Arealul de răspândire

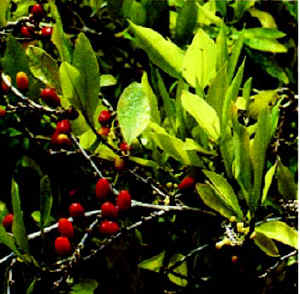

Planta crește la altitudinea de 300-2000 m deasupra n.m. pe versanții de est a Anzilor Cordilieri din Peru, Bolivia și Columbia. Aceste țări sunt și azi principalele regiuni care furnizează coca, pe lista de producători conduce Columbia cu 54%, urmată de Peru cu 30% și Bolivia cu 16%. Din mijlocul secolului al XIX-lea, coca s-a extins și în India, Java și Ceylon, Africa. În prezent este interzisă exportarea semințelor de coca din frunzele căreia se extrage alcaloidul numit cocaină.
Frunzele sunt uneori consumate de larvele moliei Eloria noyesi.

## Consumul
Descoperiri arheologice au arătat că deja acum 8.000 de ani se obișnuia mestecatul frunzelor de coca.